# Marcjan Ottenhauz
Marcjan Ottenhauz (ok. 1712-1793), herbu Bończa – podkomorzy derpski (1789–1793), konsyliarz konfederacji słuckiej w 1767 roku.